# Mem Pais Sored

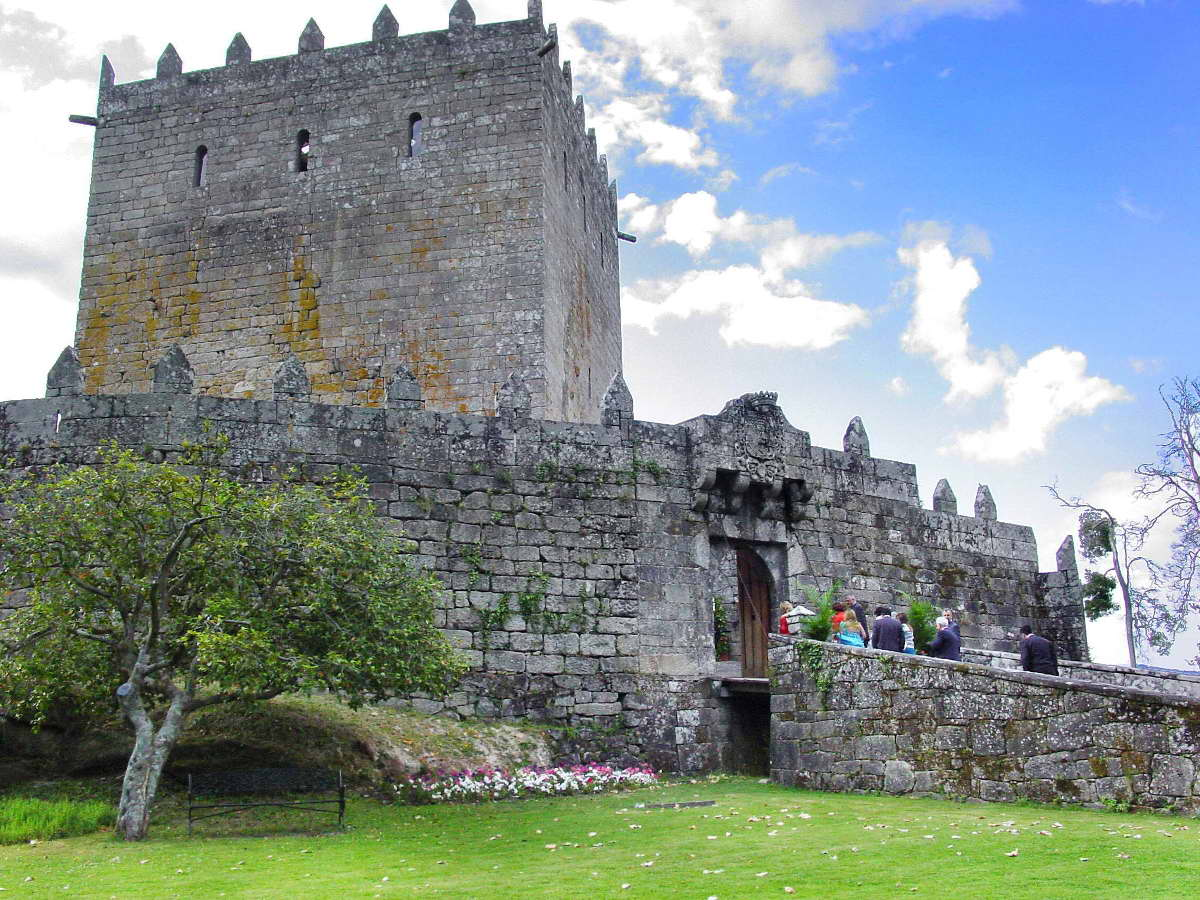
Castelo de Soutomaior.

Mem Pais Sored (Monção, entre 1170 e 1180 -?) foi o 1.º Senhor de Sotomaior e um Rico-homem da casa do rei D. Afonso VIII de Castela. Foi quem promoveu o povoamento do Vale de Soto, localidade de La Paloma, em las Regueras, nas Astúrias, a que chamou Soto-Maior. Deste termo resultou o apelido de família que passou aos seus descendentes.

## Relações familires
Casou com Inês Pires de Ambia (1190 -?), filha de D. Pedro Pais de Ambia e de Maria Fernandes de Lima, de quem teve:
1. Paio Mendes Sored (1210 -?), 2.º Senhor de Sotomaior casou com Ermesenda Nunes Maldonado, filha de Nuno Pires Maldonado, Senhor da Casa de Aldana e de Aldara Fernandez Turrichão.
2. Pedro Mendes de Sotomayor (1200 -?) casou com Urraca Pérez,
3. Teresa Mendes de Sotomaior casou com Fernán Arias de Saavedra.